# Kinross, Iowa
Kinross là một thành phố thuộc quận Keokuk, tiểu bang Iowa, Hoa Kỳ. Năm 2010, dân số của thành phố này là 73 người.

## Dân số
Dân số qua các năm:
- Năm 2000: 80 người.
- Năm 2010: 73 người.